# Ghilaromma fuliginosi
Ghilaromma fuliginosi là một loài tò vò trong họ Ichneumonidae.